# Бендт Линдхардт
Бендт Линдхардт (родился 30 августа 1804 года в Холькенхавне близ Нюборга, умер 1 февраля 1894 года в Аггерсвольде близ Йидерупа) был датским священником и членом датского парламента 1853—1854 годов.
Линдхард был сыном торговца Линдхарда Хольгерсена. Он окончил Нюборг в 1822 году и был домашним учителем в Факсе и Маргретелунде к западу от Факсе в 1823—1825 годах. В 1831 году он сдал экзамены по теологии и в 1832 году стал штатным капелланом в приходе Орбек к западу от Нюборга. Он стал катехизатором в Рибе в 1836 году и приходским священником в приходе Фаруп около Рибе в 1841 году, а также в приходах Йидеруп и Хольмструп в 1862—1889 гг..
Он был избран в парламент по 3-му избирательному округу округа Рибе (Рибекредсен) на всеобщих выборах 27 мая 1853 года и был членом парламента до выборов 1 декабря 1854 года, когда он не стал выставлять свою кандидатуру на переизбрание.
В 1882 году Линдхардт стал кавалером ордена Даннеброга.

## Семья

### Жена
Йоханна Томасина Николина Лауритсдаттер Пром (1806—1897) «Дети» Винсент Чарльз Линдхардт (1850—1922) Лауритц Кристиан Линдхардт (1842), профессор и рыцарь Даннеброга

### Внуки
Кнуд Хи Линдхардт, генерал и кавалер ордена Даннеброга Хольгер Линдхардт, дантист в Рённе

### Правнуки
Орла Хольгер Линдхардт, механик и боец сопротивления

## Семья (предки)
Отец: Линдхардт Хольгерсен/Хольгер Эйлер/Эйлерсен Линдхардт, родился в 1777 году (пишется по-разному).
Дед: Эйлер Хольгер Маркуссен, родился в 1741 году.
Прадед: Маркус Гундерсен, 1698—1748 гг. р.

## Референт
1. Kirkebogen i Vindinge (Max Müller) https://www.sa.dk/ao-soegesider/da/geo/geo-collection/5
2. Ribe Wiki: http://ribewiki.dk/da/Farup_Pastorat#1841_Bendt_Holgersen_Lindhardt_.281804-1894.29
3. Billede af Gravsten https://www.gravsted.dk/person.php?navn=knudheelindhardt
4. https://slaegtsbibliotek.dk/927498.pdf Danske Tandlæger frem til 1930